# Forollhogna Nemzeti Park
A Forollhogna Nemzeti Parkot Norvégiában Hedmark megye, ezen belül Tynset, Tolga és Os község, valamint Sør-Trøndelag megye, ezen belül Holtålen, Midtre Gauldal és Rennebu község területén, a Skandináv-hegységben 2001-ben hozták létre. A nemzeti parkot nyolc tájvédelmi körzet veszi körül, amelyek átmenetet valósítanak meg a természetvédelmi érdekek és a tradicionális helyi gazdálkodás érdekei között.

## Földrajza
A tájat alacsonyabb, a jégkorszak során lecsiszolt hegyek, kis tavak és folyók alkotják. Legmagasabb csúcsa a Forollhogna 1332 méteres magassággal.

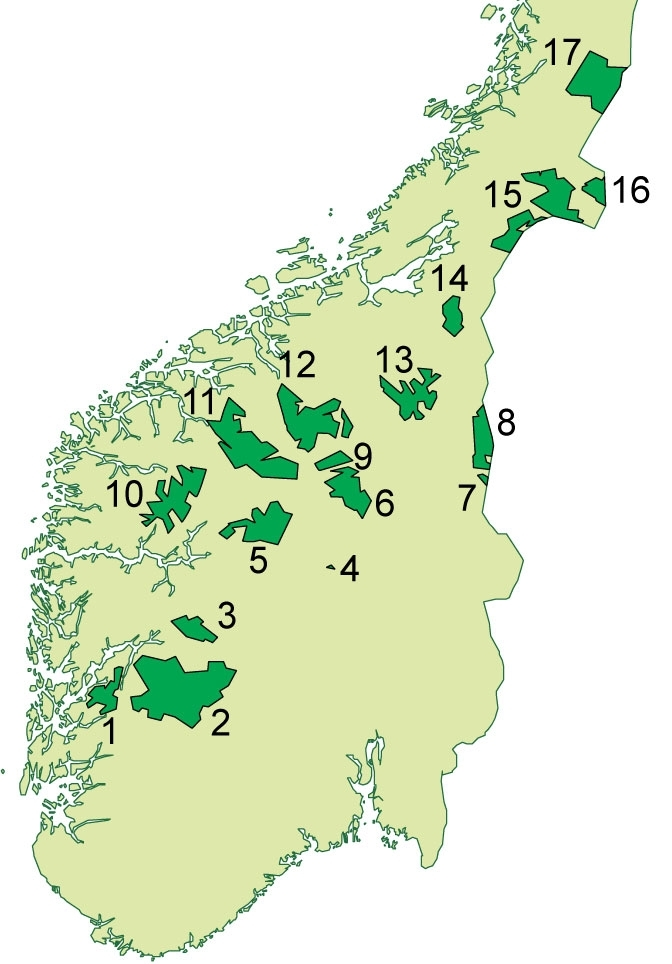
Dél-Norvégia nemzeti parkjai. A Forollhogna a 13. számú

## Növényzet és állatvilág
A nemzeti park talaja viszonylag termékeny, növényvilága változatos. Gyakori a hegyi nyír Betula pubescens ssp. czerepanovii (korábban: tortuosa) és a fűz.
A Norvégiában előforduló hegyi récefélék mind a négy fajtája megtalálható itt. A ragadozómadarak közül a szirti sas, az északi sólyom és a kékes rétihéja gyakoriak. Jelentős a vad rénszarvasok állománya, előfordul a rozsomák és a sarki róka is. A kis rágcsálók több fajtája gyakori, nevezetes a sarki hófajd; a jávorszarvas mellett megjelenik a gímszarvas is.

## Kulturális örökség
A Forollhogna vidékén az emberi tevékenység több ezer éves nyomai is fellelhetők, csapdák, településnyomok, köztük lapp települések maradványai is.
A középkori Nidarosba, a mai Trondheimbe vezető egyik fontos zarándokútvonal, az Østerdalsleden áthalad a területen. Régészeti leletek bizonyítják, hogy ez egyben fontos kereskedelmi útvonal is volt, ami a  Røros településen megindult rézbányászatot és -feldolgozást is szolgálta.

## Turizmus
A Norvég Turistaszövetség (Den Norske Turistforening, DNT) számos menedékházat és turistaútvonalat tart fenn a nemzeti park területén. Népszerű sport a sífutás, a kutyaszán-verseny, a gyalogtúrázás, lovaglás, rénszarvas-vadászat és horgászat (pisztrángfélék) is.

## Fordítás
- Ez a szócikk részben vagy egészben a Forollhogna nasjonalpark című norvég Wikipédia-szócikk ezen változatának fordításán alapul.  Az eredeti cikk szerkesztőit annak laptörténete sorolja fel. Ez a jelzés csupán a megfogalmazás eredetét és a szerzői jogokat jelzi, nem szolgál a cikkben szereplő információk forrásmegjelöléseként.